# Codex Vaticanus Latinus 3868

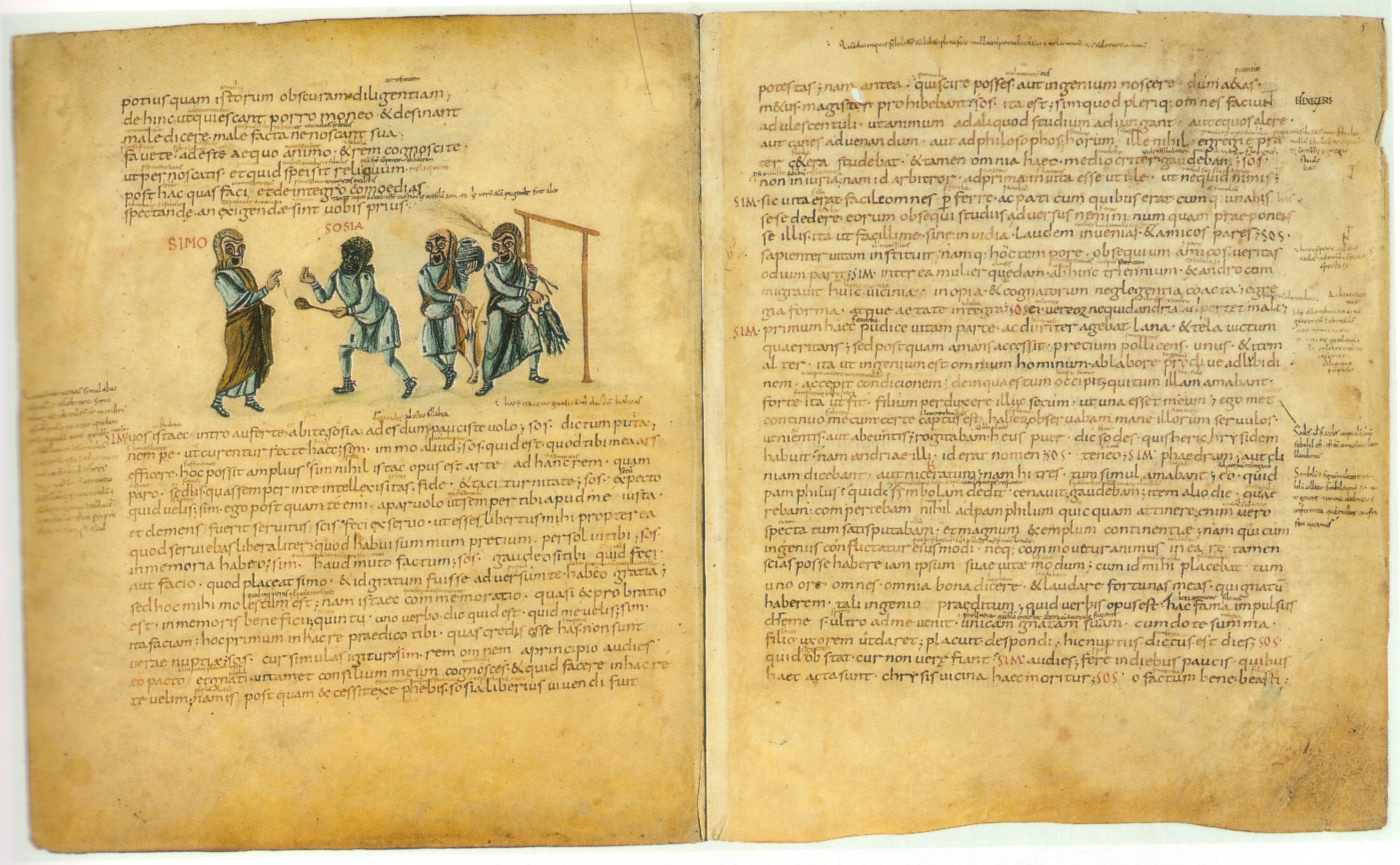
Фоліо 4v/5r Кодексу

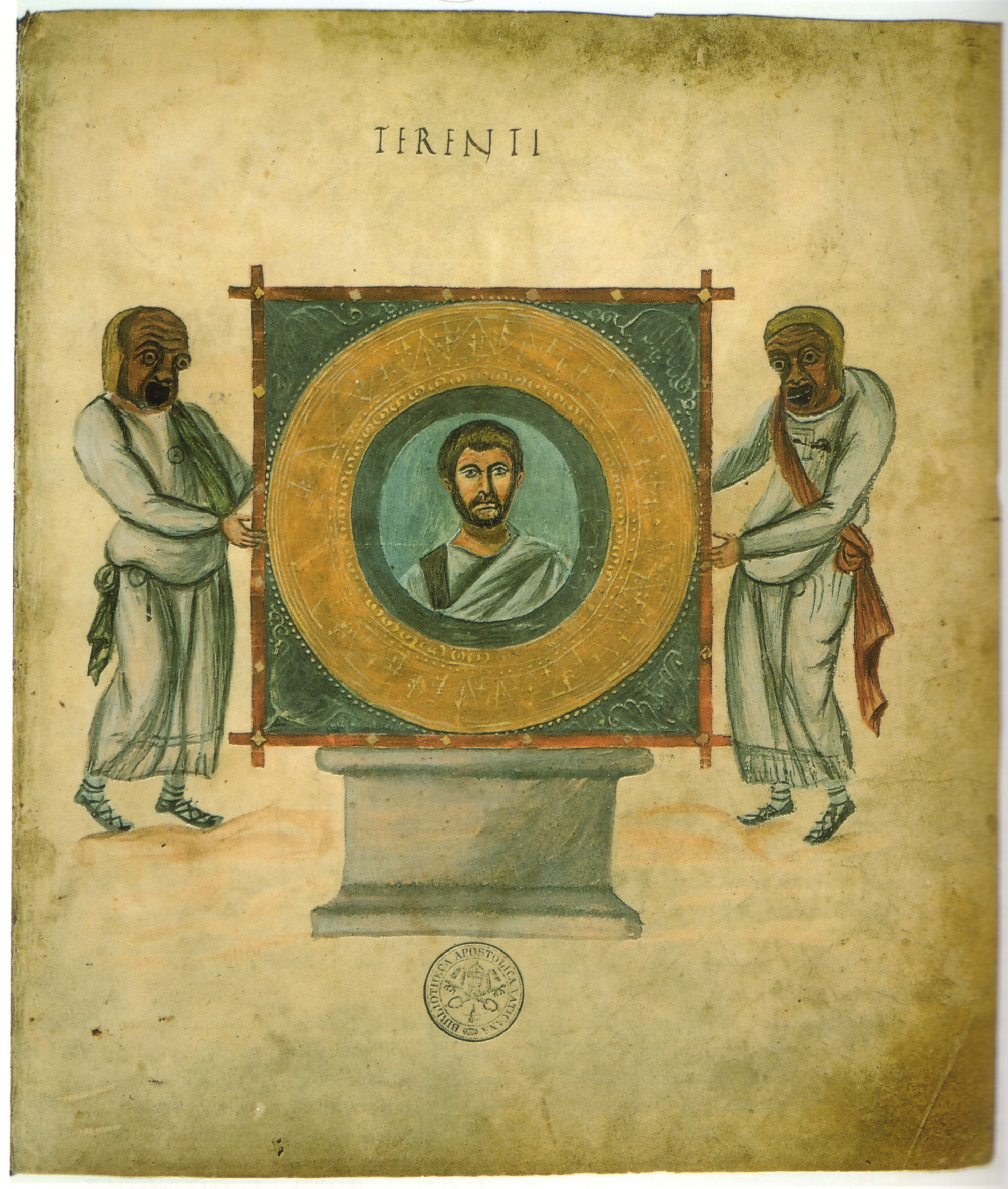
Фоліо 2 recto

Codex Vaticanus Latinus 3868, інша назва — Ватиканський теренцій (лат. Terentius Vaticanus) — ілюмінований манускрипт 9-го сторіччя, що містить викладені латиною комедії Публія Теренція Афра та зберігається у Ватиканській бібліотеці. Відповідно до історично-мистецького аналізу манускрипт є копією зі зразка 3-го сторіччя н. е..

## Опис
Манускрипт був створений у Корве бл. 825 року писарем на ім'я Ґродгаріус. Ілюстрації були виконані трьома митцями, одного з яких звали Адельрікус. Кодекс містить ілюстрації 141 сцени. Бернхард Бішофф датував манускрипт між 820—830 роками н. е.
Кодекс є прикладом Каролінзького мистецтва, однак ілюстрації наслідують античний зразок.

## Архетип кодексу
З 19-го сторіччя багато науковців намагались визначитись з віком зразка, з якого був списаний Кодекс 3868. Відповідно до Вайцмана, Ватиканський теренцій є найбільш точною копією манускрипту пізньої Античної доби. На основі даних історико-мистецького аналізу оригінальний манускрипт був датований 5-м сторіччям н. е. Вайцманом, Кьолером та Мютерліхом. Художник манускрипту навчався у греко-азіатській манері. Ця точка зору панувала до Другої світової війни.
В 1960-х роках був проведений більш детальний історико-мистецький аналіз. Малюнки жіночих масок були порівняні з трьома жіночими масками, датованими між бл. 242 — бл. 267 р.н. е., а зачіска портрета Теренція схожа на популярну у імператорів Риму між 238 та 249 роками. На основі цього зроблено припущення, що зразком до Ватиканського теренція виступив манускрипт 3-го сторіччя.

## Подальша література
- Phormio. Translated into English prose by M.H. Morgan, with a new prologue by J.B. Greenough, and with the Vatican miniatures accurately reproduced for the first time (1894) Cambridge.